# Dendrelaphis gastrostictus
Dendrelaphis gastrostictus är en ormart som beskrevs av Boulenger 1894. Dendrelaphis gastrostictus ingår i släktet Dendrelaphis och familjen snokar. Inga underarter finns listade i Catalogue of Life.
Arten förekommer på Nya Guinea. Honor lägger ägg.